# Jamie Reid
Jamie Reid (Liverpool, 16 de enero de 1947-Liverpool, 8 de agosto de 2023) fue un artista y anarquista inglés con conexiones a la «Internacional Situacionista». 

## Vida
Su trabajo se caracteriza por contar con letras recortadas de titulares de periódicos con un estilo «nota de secuestro» (unión de muchas tipografías distintas). Definió la imagen del punk rock particularmente en el Reino Unido. Sus trabajos más conocidos incluyen las portadas del disco de los Sex Pistols «Never Mind The Bolloks»y de los sencillos «Anarchy in the UK», «God Save The Queen» (basado en una fotografía de la reina Isabel II hecha por Cecil Beaton, con un imperdible atravesándole la boca y esvásticas en los ojos, descrito por Sean O’Hagan en The Observer como «la imagen más icónica de la era punk»), «Pretty Vacant» y «Holidays in the Sun».
Fue educado en la escuela «John Ruskin Grammar School», en Croydon, Inglaterra. Con Malcolm McLaren formó parte de una sentada en la Escuela de Arte Croydon.
Su expareja fue la actriz Margi Clarke, con quien tuvo una hija, Rowan.

## Obra
Reid produjo una serie de grabados en 1997, el vigésimo aniversario del nacimiento del punk. Diez años más tarde, en el trigésimo aniversario del lanzamiento de «God Save the Queen», Reid produjo una nueva obra llamada «Never Trust a Punk», basado en su diseño original, el cual estaba en exhibición en la feria de arte de Londres, en el área de Islington de la ciudad. Reid ha producido obras para la banda fusión Afro Celt Sound System.
Jamie Reid creó el estilo «ransom note» que usaba con los gráficos para los Sex Pistols mientras trabajaba diseñando Suburban Press, una revista política radical que llevó durante cinco años.
Sus exhibiciones incluyen Peace is Tough en The Arches en Glasgow, y en la galería Microzine en Liverpool, donde vivió hasta su muerte, en 2023. Desde 2004, Reid ha estado exponiendo y publicando obras con la Galeria Aquarium, donde se expuso una retrospectiva de su carrera llamada «May Day, May Day» en mayo de 2007. Ahora exhibe su trabajo en el taller Industrial L-13 Light en Clerkenwell, Londres.
También está representado por John Marchant Gallery, quien se encarga del extenso archivo de Reid.

## Activismo
En 2009, tras las denuncias de Damien Hirst demandando a un estudiante por infracción de derechos de autor por utilizar una foto de una obra suya en un collage, Reid lo llamó «hipócrita, abusón y artista avaricioso». En colaboración con Jimmy Cauty, produjo su imagen “For the Love of Disruptive Strategies” y “Utopian Visions in Contemporary Art and Culture” como un pastiche que reemplaza al “God Save the Queen” con “God Save Damien Hirst”.
Reid también ha participado en campañas de acción directa sobre cuestiones como el Community Charge, la Artículo 28 y el proyecto de ley de justicia penal en Reino unido.

## Problemas legales
En octubre de 2010, el activista estadounidense David Jacobs, fundador del grupo Situacionista de principios de los 70, Point-Blank, acusó de robar a Reid el gráfico «Nowhere buses» que apareció en la portada del sencillo Pretty Vacant de 1977 de Sex Pistols y posteriormente se ha usado muchas veces para copias de edición limitada. Jacobs dijo que él creó el diseño, que apareció por primera vez en un folleto como parte de una protesta sobre el tránsito masivo en San Francisco en 1973.